# Степовое (Витовский район)
Степовое (укр. Степове, до 2016 г. — Воровское) — село в Витовском районе Николаевской области Украины.
Основано в 1930 году. Население по переписи 2001 года составляло 336 человек. Почтовый индекс — 57223. Телефонный код — 512. Занимает площадь 0,019 км².

## Местный совет
57223, Николаевская обл., Витовский р-н, пос. Грейгово, ул. Чапаева,80 , тел. 282-190